# Tranches de vie (série télévisée, 2007)
Cet article concerne la série française. Pour la série québécoise, voir Tranches de vie (série télévisée, 2010).
Pour les articles homonymes, voir Tranches de vie (homonymie).
Tranches de Vie est une série télévisée française en 156 épisodes de 5 minutes produite par J2F Production, réalisée par Fabrice Michelin et Francis Côté, et diffusée depuis le 8 décembre 2007 sur Disney Channel France. C'est une adaptation de la série italienne Life Bites - Pillole di vita (it).

## Synopsis
Entre leurs parents, leur petite sœur, leurs amis, leurs histoires de cœur et le lycée, etc. Karim et Julie, deux amis totalement déjantés, mènent un quotidien plutôt mouvementé !

## Distribution

### Acteurs principaux
- Marwan Berreni : Karim
- Florian Diday : Florian
- Quentin Derose : Quentin
- Paola Marques dos Santos : Julie
- Elisa Noyez : Monica
- Cassandra Harrouche : Rose
- Charlotte Vivier : Lily
- Martin Barlan : Martin
- Arnaud Viard : Papa
- Catherine Erhardy : Maman
- Léo Guillaume : Tonton
- Christian Toma : Grand-père

## Épisodes

### Première saison (2007-2008)
1. Vaisselle de rêve
2. Sac à main
3. Un peu d'intimité
4. La commande
5. Les biscuits
6. Autour d'un encas
7. Vive le sport
8. Nouvelle coupe
9. Soirée télé
10. Mot de passe
11. File d'attente
12. Problème capillaire
13. Mon frère, ce gentleman
14. Trouille au ciné
15. Prem's
16. Sieste à l'eau de rose
17. Vive le curling
18. Le concert de l'année
19. Chérie, j'ai rétréci les vêtements
20. Amour lyrique
21. Mon mot à dire
22. Rendez-vous studieux
23. L'art et la manière
24. Attention Martin étudie
25. Sandra
26. Forte impression
27. Premier job
28. Nounours
29. Mr Biceps
30. L'indécise
31. Politesse
32. Interro de math
33. Papa plombier
34. Politesse
35. Hawaï à la mode
36. Chez le dentiste
37. Les vacances de Maman
38. Grande vaisselle
39. Argent de poche
40. Commentateur sportif
41. L'excuse de Julie
42. Exil dans la salle de bain
43. Le pull de Maman
44. Les hommes pleurent aussi
45. Le jour J
46. Le petit chien imaginaire
47. Le sac de sport
48. Je veux un ballon
49. Les bonnes manières
50. N'ouvre pas la porte
51. Rêve ou réalité
52. Pique-nique en famille

### Deuxième saison (2008-2009)
1. Emménagement
2. La colo 1 / Fin de séjour
3. Bollywood 1 / La colo 2
4. Enfin seuls
5. Le piège
6. Nouveau scooter
7. On ne naît pas maman
8. Comprendre une chanson
9. Film historique
10. Le réveillon
11. Chef de famille
12. Aspirateur
13. Le ballon ou le terrain
14. Le succès avec les femmes
15. Maman s'absente
16. Manger dehors
17. Drôle de choix
18. Le tee-shirt
19. A la baguette
20. Caméra collège
21. L'hymne
22. Au secours
23. Florian le magicien
24. Mon amie a un problème
25. Cassé !
26. La pizza
27. Téléphone
28. Crème anti-acné
29. Problème de vue
30. Déco
31. Le téléphone
32. Les vignettes
33. Taï shi
34. Jubilations
35. Live
36. Les voisins
37. Savoir jouer
38. Le banc
39. Trois zéro
40. Contrôle d'histoire
41. Saines occupations
42. Le semis
43. SMS LOL
44. Rire
45. La pétanque
46. Toujours jeunes
47. Les mains sales
48. Cadeau de Chine
49. Réception / Mur
50. La télécommande
51. Fans / Chaise libre
52. Le ronfleur fou / Torture